# Bulgaarse paraplu

Speculatief ontwerp van het wapen

Een Bulgaarse paraplu is een wapen in de vorm van een paraplu. Er is binnenin een pneumatisch mechanisme verstopt dat een giftig korreltje met ricine lanceert.
Met dit wapen werd op 7 september 1978 de Bulgaarse dissident Georgi Markov vermoord op de Waterloo Bridge in Londen.